# Gioco d'azzardo

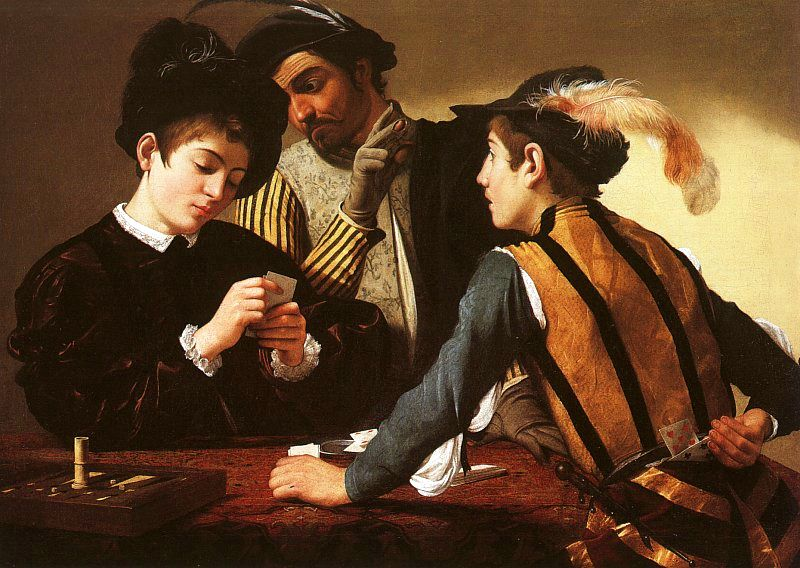
Caravaggio, I bari, 1594 ca.

Il gioco d'azzardo, secondo l'ordinamento penale italiano, è un tipo di gioco nel quale ricorre il fine di lucro e la vincita o perdita è completamente o quasi aleatoria. Esso consiste nello scommettere beni, perlopiù denaro, sull'esito di un evento futuro: per tradizione le quote si pagano in contanti.
Questo evento può verificarsi nell'ambito di un gioco di società come la roulette o di una gara, come le corse dei cavalli, ma in linea di principio qualsiasi attività che presenti incertezza sul risultato finale si presta a scommesse a scopo di lucro e quindi può essere oggetto di gioco d'azzardo.

## Storia
Partendo dall'arabo az-zahr ("dado") e attraverso il francese hasard ("rischio, avvertenza") si arriva al termine azzardo.
Il gioco d’azzardo risale al Paleolitico, prima della storia scritta: si presume che il suo scopo fosse quello di conoscere il volere divino. I primi dadi sono stati rinvenuti in Cina, e risalgono a più di 5000 anni fa, ma i più antichi riferimenti alle prime forme di scommessa arrivano a partire dal 4000 a.C. in Egitto, dove si giocava a “SENET”, una specie di dama per decidere il destino nell'oltretomba. Il dado era fabbricato con ossa di animali, spesso pecore e cervi dei quali si mangiavano la carne, dai quali si ricavavano pellicce e inoltre i tendini per gli strumenti. Anche i Greci erano amanti del gioco d’azzardo, tanto da raffigurare l'atto del gioco dei dadi in qualche vaso. In epoca Romana il gioco era proibito per ragioni di ordine pubblico, ma era legale scommettere. Si puntava sulle corse di bighe e di quadrighe e anche sui combattimenti dei gladiatori. Tra le varie divinità romane troviamo anche la dea chiamata Fortuna, di conseguenza essi giocavano solo nei giorni festivi.
Le carte da gioco apparvero in Cina nel IX secolo d.C. I documenti fanno risalire il gioco d'azzardo in Giappone almeno al XIV secolo. Il poker, il gioco di carte statunitense più popolare associato al gioco d'azzardo, deriva dal gioco persiano As-Nas, risalente al XVII secolo. Il primo casinò conosciuto, il Ridotto, iniziò ad operare nel 1638 a Venezia, in Italia.
Nello Stato Pontificio, tra Settecento e Ottocento, il fenomeno del gioco d'azzardo venne di volta in volta affrontato in maniera differente dai singoli papi: spesso additato come vizio diabolico, talvolta riconosciuto come «male» incurabile che infettava il popolo, altre volte ancora ammesso, in maniera pragmatica, come fonte di entrate. Alcuni, all'interno della gerarchia ecclesiastica, ritenevano che stroncare il fenomeno fosse un obiettivo impossibile da raggiungere: a tale conclusione era giunta, per esempio, una congregazione di teologi e canonisti, a capo della quale era stato posto il cardinale Giovanni Tolomei, incaricata di fare un'approfondita indagine da papa Clemente XI, nel 1720. Sotto Pio VII si assisté invece a un nuovo tentativo di porre un freno al dilagare dei cosiddetti «Giochi proibiti», i quali «danni gravissimi» arrecano «alla Società».

### Industria del gioco d'azzardo online
Saltando ai primi del XX secolo, con la nascita dell'industria del gioco d'azzardo prima concentrata su locali appositamente dedicati e infine con la sviluppo e diffusione dei dispositivi elettronici, si assiste alla proposta dei primi giochi d'azzardo online.
Nel 1994, Antigua e Barbuda hanno approvato il Free Trade & Processing Act, che consente la concessione di licenze alle organizzazioni che richiedono l'apertura di casinò online. Prima dei casinò online, il primo software di gioco d'azzardo completamente funzionante è stato sviluppato da Microgaming, una società di software con sede nell'Isola di Man. Questo è stato protetto con il software sviluppato da CryptoLogic, una società di software per la sicurezza online. Le transazioni sicure sono diventate fattibili e questo ha condotto ai primi casinò online nel 1994.
Nel 1996 è stata istituita la Kahnawake Gaming Commission, che regolamenta l'attività di gioco online dal territorio Mohawk di Kahnawake e rilascia licenze di gioco a molti casinò e poker room online del mondo. Si tratta di un tentativo di mantenere le operazioni delle organizzazioni di gioco d'azzardo online autorizzate corrette e trasparenti.
Alla fine degli anni Novanta, il gioco d'azzardo online ha guadagnato popolarità; nel 1996 esistevano solo 15 siti web di gioco d'azzardo, ma l'anno successivo il numero era salito a 200 siti. Un rapporto pubblicato da Frost & Sullivan ha rivelato che i ricavi del gioco d'azzardo online avevano superato gli 830 milioni di dollari nel solo 1998. Nello stesso anno sono state introdotte le prime sale da poker online. Poco dopo, nel 1999, è stata presentata al Senato degli Stati Uniti la legge sulla proibizione del gioco d'azzardo su Internet (Internet Gambling Prohibition Act), che avrebbe impedito alle aziende di offrire prodotti di gioco d'azzardo online a qualsiasi cittadino statunitense. Anche il gioco d'azzardo online multiplayer è stato introdotto nel 1999.
Nel 2000, il primo governo federale australiano ha approvato la legge sulla moratoria del gioco d'azzardo interattivo (Interactive Gambling Moratorium Act), rendendo illegale l'attività di qualsiasi casinò online non autorizzato e operante prima del maggio 2000. In questo modo, Lasseter's Online è diventato l'unico casinò online in grado di operare legalmente in Australia; tuttavia, non poteva accettare scommesse da cittadini australiani.
Nel 2001, il numero stimato di persone che hanno partecipato al gioco d'azzardo online è salito a otto milioni, e la crescita è continuata, nonostante le continue sfide legali al gioco d'azzardo online. Nel 2008, H2 Gambling Capital ha stimato in 21 miliardi di dollari il fatturato mondiale del gioco d'azzardo online. Nel 2016, Statista ha previsto che il mercato del gioco d'azzardo online avrebbe raggiunto i 45,86 miliardi di dollari, crescendo fino a 56,05 miliardi di dollari entro il 2018.
Nel 2022, la piattaforma di streaming online Twitch ha bandito dal proprio sito i flussi di gioco d'azzardo più popolari. Gli operatori di casinò di criptovalute come Stake.com hanno sponsorizzato per diversi anni le trasmissioni delle sessioni di gioco che erano trasmesse in diretta dagli streamer.

## Tipologia
Internet ha permesso di offrire nuovi tipi di gioco d'azzardo online. I miglioramenti tecnologici hanno cambiato le abitudini di scommessa proprio come i terminali delle lotterie video, il keno e i gratta e vinci hanno cambiato l'industria del gioco d'azzardo nel XX secolo.
Il gioco d'azzardo online e le scommesse sono diventate una delle attività più popolari e redditizie su Internet. Nel 2007 la UK Gambling Commission ha dichiarato che l'industria del gioco d'azzardo ha raggiunto un fatturato di oltre 84 miliardi di sterline. Ciò è in parte dovuto all'ampia gamma di opzioni di gioco disponibili per molti tipi diversi di persone. Un articolo di Darren R. Christensen, Nicki A. Dowling, Alun C. Jackson e Shane A. Thomas ha affermato che un sondaggio registrato in Australia ha mostrato che le forme più comuni di gioco d'azzardo sono le lotterie (46,5%), il keno (24,3%), i biglietti gratta e vinci istantanei (24,3%) e le macchine da gioco elettroniche (20,5%). I siti di gioco d'azzardo online hanno anche iniziato ad assumere celebrità come ambasciatori del loro marchio, come Mike Tyson, Cristiano Ronaldo, Conor McGregor e Peter Crouch.

### Casinò Terrestre
Uno dei luoghi in cui il gioco d'azzardo può essere svolto è tramite i casinò. Giochi tipici dei casinò sono: roulette, blackjack, chemin de fer, slot machine e il baccarat.
I giochi d'azzardo dei casinò e i sistemi di quote delle agenzie di scommesse sono organizzati in modo da favorire il banco, garantendo di fatto alla gestione, per la legge dei grandi numeri, un introito praticamente certo, asintoticamente certo e proporzionale al numero dei giocatori e all'entità delle puntate. Infatti per la legge dei grandi numeri, dall'altra parte del tavolo più a lungo un giocatore gioca, più denaro in media perderà.
In alcuni giochi esistono strategie confortate da basi matematiche, quali il Blackjack. In altri giochi, quale il baccarat, le slot machine o il pachinko queste strategie non esistono nemmeno basate sul buon senso, poiché il giocatore nel primo non prende alcuna decisione in merito agli eventi, che potrebbero essere manipolati, nel secondo gli eventi sono equiprobabili, quindi non manipolabili. Ed è così che soprattutto negli USA esistono dei professionisti del gioco. Esistono anche i bari, i quali adottano trucchi e spesso violano le regole per vincere.

### Casinò Online
Un ente che permette il gioco d'azzardo senza avere una particolare locazione fisica sono i casinò online. Queste società, pur avendo una sede fisica, offrono la possibilità di giocare d'azzardo solamente su browser dal computer personale o da un dispositivo mobile. Grazie a software di gioco online forniti da enti esterni, i giocatori possono giocare ai giochi presenti in un casinò terrestre senza dover essere presenti in tale luogo. Ciò non significa che si accederà ad una partita o ad un gioco che sta avvenendo al momento in un casinò terrestre, ma che si potrà giocare una simulazione del gioco che avviene solamente sul web.
Il gioco d'azzardo online (noto anche come iGaming o iGambling) è qualsiasi tipo di gioco d'azzardo condotto su Internet. Questo include il poker virtuale, i casinò e le scommesse sportive. La prima sede di gioco d'azzardo online aperta al pubblico è stata l'emissione di biglietti per la Lotteria Internazionale del Liechtenstein nell'ottobre 1994. Oggi, secondo varie stime, il mercato vale circa 40 miliardi di dollari all'anno a livello globale.
Molti Paesi limitano o vietano il gioco d'azzardo online. Tuttavia, è legale in alcuni stati degli Stati Uniti, in alcune province del Canada, nella maggior parte dei paesi dell'Unione europea e in diverse nazioni dei Caraibi.
In molti mercati legali, i fornitori di servizi di gioco d'azzardo online sono tenuti per legge ad avere una qualche forma di licenza per fornire servizi o fare pubblicità ai residenti. Ad esempio, la Gambling Commission del Regno Unito o il Pennsylvania Gaming Control Board negli Stati Uniti.
Molti casinò online e società di gioco d'azzardo di tutto il mondo scelgono di stabilirsi in paradisi fiscali vicini ai loro mercati principali. Queste destinazioni includono Gibilterra, Malta e Alderney in Europa e, in Asia, il gioco d'azzardo online è legale nelle Filippine con la Philippine Amusement & Gaming Corporation o PAGCOR come ente regolatore, mentre la Regione Amministrativa Speciale di Macao è stata a lungo considerata un paradiso fiscale e una base nota per gli operatori del gioco d'azzardo nella regione. Tuttavia, nel 2018, l'UE ha rimosso Macao dall'elenco dei paradisi fiscali inseriti nella lista nera.

#### Poker
I tavoli da poker online offrono comunemente Texas hold 'em, Omaha hold 'em, seven-card stud, razz, HORSE e altri tipi di gioco sia in strutture di torneo che di cash game. I giocatori giocano l'uno contro l'altro piuttosto che contro la "casa", mentre la sala da gioco guadagna attraverso le quote dei tornei.

#### Casinò
Esiste un gran numero di casinò online in cui è possibile giocare a giochi tipici di questo ambiente, come la roulette, il blackjack, il pachinko, il baccarat e molti altri. Essi sono giocati contro il "banco" che guadagna perché le probabilità sono a suo favore.

#### Casinò online con lotterie
I casinò online con lotterie rappresentano un approccio alternativo al gioco d'azzardo online, fornendo una piattaforma per il gioco in stile casinò nelle giurisdizioni in cui il gioco d'azzardo online tradizionale è soggetto a vincoli legali. Queste piattaforme sono caratterizzate da un modello di lotterie, che le differenzia dai casinò online standard, consentendo agli utenti di partecipare al gioco senza scommettere direttamente denaro reale.
Il funzionamento dei casinò con lotterie è facilitato da un sistema a doppia valuta. Questo sistema comprende le "monete d'oro" per il gioco ricreativo, che non hanno alcun valore reale, e le "monete delle lotterie", che vengono utilizzate nei concorsi che offrono ai partecipanti la possibilità di vincere premi in denaro. Questo modello è stato progettato per rispettare le leggi sulle lotterie negli Stati Uniti, con l'obiettivo di garantire un ambiente di gioco legale e sicuro. Ad esempio, il casinò Stake.us, che opera negli Stati Uniti, ha adattato il gioco online alla struttura delle lotterie. Stake.us offre una serie di giochi in stile casinò, rendendo il gioco legale e sicuro accessibile ai residenti della maggior parte degli Stati Uniti. L'implementazione del sistema a doppia valuta su Stake.us e su piattaforme simili soddisfa le disposizioni di legge e risponde alla domanda di moderne opzioni di gioco online.

#### Gioco d'azzardo su piattaforme mobili
Il gioco d'azzardo mobile si riferisce al gioco d'azzardo o d'abilità a pagamento utilizzando un dispositivo remoto come un tablet, uno smartphone o un telefono cellulare con una connessione Internet wireless.

### Scommesse
Le scommesse vengono effettuate tra due o più giocatori su un evento esterno ai giocatori, ossia la scommessa non deve riguardare la volontà di uno dei giocatori altrimenti si parla di affronto. Le scommesse più diffuse riguardano l'ambito sportivo ma si può scommettere in ogni campo. Le agenzie di scommesse possono esercitare la loro attività su tutto il territorio nazionale.

#### Scommesse sportive
Le scommesse sportive sono l'attività di previsione dei risultati sportivi. La maggior parte delle lotterie sono gestite dai governi e sono fortemente protette dalla concorrenza a causa della loro capacità di generare grandi flussi di denaro tassabili. Le prime lotterie online sono state gestite da privati o da aziende e autorizzate a operare da piccoli Paesi. La maggior parte delle lotterie online private ha smesso di operare perché i governi hanno approvato nuove leggi che garantiscono a loro stessi e alle loro lotterie una maggiore protezione. Le lotterie controllate dai governi offrono ora i loro giochi online.rtivi e di scommessa sul loro esito. Di solito, la scommessa è in denaro.
Molti siti di scommesse sportive online offrono la possibilità di scommettere in-play, una funzione che consente all'utente di scommettere mentre l'evento è in corso. Un vantaggio delle scommesse live in-play è che ci sono molti più mercati. Ad esempio, nel calcio d'associazione un utente può scommettere su quale giocatore riceverà il prossimo cartellino giallo o su quale squadra riceverà il prossimo calcio d'angolo.

#### Scommesse sulle corse dei cavalli
Le scommesse sulle corse dei cavalli rappresentano una percentuale significativa delle scommesse online e tutti i principali bookmaker e libri sportivi offrono un'ampia gamma di mercati di scommesse sulle corse dei cavalli.
Le scommesse sui cavalli con metodi online attraverso i confini statali sono legali in diversi Stati degli Stati Uniti. Nel 2006, l'NTRA e diverse organizzazioni religiose hanno esercitato pressioni a favore di una legge del Congresso volta a limitare il gioco d'azzardo online. Alcuni critici della legge sostenevano che l'esenzione delle scommesse sulle corse dei cavalli fosse una scappatoia ingiusta. L'NTRA ha risposto che l'esenzione era “un riconoscimento della legge federale esistente”, non un nuovo sviluppo. Le scommesse interstatali sulle corse dei cavalli sono state rese legali per la prima volta con l'Interstate Horseracing Act, scritto nel 1978. Il disegno di legge è stato riscritto nei primi anni 2000 per includere Internet nei siti web a circuito chiuso, comprese le corse in simulcast.

#### Scommesse con deposito anticipato
Le scommesse con deposito anticipato (Advance-deposit wagering, ADW) sono una forma di gioco d'azzardo sull'esito delle corse dei cavalli in cui lo scommettitore deve finanziare il proprio conto prima di poter piazzare le scommesse. L'ADW è spesso condotto online o per telefono. A differenza dell'ADW, i negozi di credito consentono scommesse senza finanziamenti anticipati; i conti vengono saldati a fine mese. I proprietari degli ippodromi, gli allenatori di cavalli e i governi statali a volte ricevono una quota dei ricavi dell'ADW.

### Altre tipologie di giochi

#### Bingo
Il bingo online è il gioco del bingo (US|UK) giocato su Internet.

#### Lotterie
La maggior parte delle lotterie sono gestite dai governi e sono fortemente protette dalla concorrenza a causa della loro capacità di generare grandi flussi di denaro tassabili. Le prime lotterie online sono state gestite da privati o da aziende e autorizzate a operare da piccoli Paesi. La maggior parte delle lotterie online private ha smesso di operare perché i governi hanno approvato nuove leggi che garantiscono a loro stessi e alle loro lotterie una maggiore protezione. Le lotterie controllate dai governi offrono ora i loro giochi online.

#### Lotterie nazionali del Regno Unito
La National Lottery è stata avviata nel 1994 ed è gestita dal Camelot Group. Circa il 70% degli adulti del Regno Unito gioca regolarmente alla National Lottery, con un fatturato medio annuo di oltre 5 miliardi di sterline, a parte l'anno 2000-2001 in cui le vendite sono scese appena al di sotto di tale cifra. Nei suoi primi 17 anni di vita, ha creato oltre 2.800 milionari.
Nel 2002, Camelot decise di ridenominare l'estrazione principale della National Lottery in seguito al calo delle vendite dei biglietti. Il nome National Lottery fu mantenuto come nome generale dell'organizzazione, mentre l'estrazione principale fu ribattezzata Lotto. La campagna pubblicitaria per il nuovo Lotto costò 72 milioni di sterline e comprendeva dieci pubblicità televisive con il comico scozzese Billy Connolly e una delle più grandi campagne di affissione mai realizzate. Il nuovo marchio e il nuovo nome avevano lo slogan:Don't live a little, live a Lotto.

#### Sport virtuali
Gli sport virtuali sono giochi elettronici che generano un feedback visivo su un dispositivo di visualizzazione. Il termine “sport virtuali” è spesso usato per descrivere simulazioni software di sport utilizzate per le scommesse. Alcune case di scommesse e ippodromi utilizzano questo tipo di software perché i clienti sono soliti scommettere di più rispetto agli sport normali.

## Patologia
Il gioco d'azzardo può diventare una vera e propria patologia, detta gioco d'azzardo patologico, diagnosticabile e curabile attraverso un'adeguata psicoterapia. La patologia induce una compulsione al gioco, guidata dalla ricerca dell'emozione del rischio. Tale desiderio di eccitazione è spesso amplificato quando in gioco sono somme più elevate. Nonostante le persone abbiano una comprensione del funzionamento del mondo del gioco d'azzardo, persistono nel giocare senza la capacità di interrompersi, indipendentemente dalle vincite o perdite, fino a quando non hanno dissipato completamente il proprio patrimonio.

## Situazione in Italia
Il gioco d'azzardo è vietato nei locali pubblici e anche in luoghi privati, secondo la tabella dei giochi proibiti. È possibile giocare d'azzardo solo nelle case da gioco autorizzate da appositi decreti (casinò) e sulle navi da crociera naviganti fuori dalle acque territoriali oltre le 12 miglia nautiche, (art. 5 comma 3 del DECRETO-LEGGE 30 dicembre 1997, n. 457) .
Con il tempo, tuttavia, alcune tipologie di gioco con vincite in denaro sono state progressivamente legalizzate e regolamentate, in risposta alla crescente diffusione del fenomeno e all’esigenza di contrastare il gioco illecito. A partire dagli anni '90, lo Stato italiano ha avviato un percorso di regolamentazione graduale, affidando prima all'Amministrazione Autonoma dei Monopoli di Stato (AAMS) e, successivamente, all’Agenzia delle Dogane e dei Monopoli (ADM), il compito di gestire e monitorare l'intero comparto del gioco pubblico.
Il primo passo significativo fu la legalizzazione delle scommesse sportive a quota fissa, introdotta nel 1998 con il Decreto Bersani (D.Lgs. 23 dicembre 1998, n. 504), mentre nel 2000 venne avviata la regolamentazione degli apparecchi da intrattenimento con vincite in denaro, ovvero le cosiddette slot machine (AWP).
A partire dal 2006, l’Italia divenne uno dei primi Paesi europei a legalizzare il poker e altri giochi di carte a distanza, seguiti, tra il 2010 e il 2011, dalla regolamentazione dei casinò online, inclusi roulette, blackjack e VLT (Video Lottery Terminal). Questo processo culminò con l’istituzione del registro dei concessionari online ADM, che certifica gli operatori autorizzati a offrire gioco a distanza secondo criteri di sicurezza, trasparenza e tutela del consumatore.
Tale evoluzione ha trasformato il settore del gioco in un monopolio di Stato, nel quale solo gli operatori titolari di una concessione ADM possono offrire legalmente prodotti con vincite in denaro. L’obiettivo è duplice: assicurare la legalità dell’offerta e proteggere i giocatori, promuovendo il cosiddetto gioco responsabile.
Attualmente rientrano tra i giochi con vincita in denaro legalizzati:
- Giochi numerici a quota fissa, come il Lotto;
- Giochi numerici a totalizzatore, tra cui SuperEnalotto, Eurojackpot e Win for Life!;
- Giochi a base sportiva, come Totocalcio, Totogol, Totip e le scommesse a quota fissa, che oggi includono anche eventi non sportivi (come Festival di Sanremo, Eurovision Song Contest, reality show, ecc.);
- Apparecchi da intrattenimento con vincita in denaro, come Newslot (AWP) e VLT (Video Lottery Terminal);
- Apparecchi da divertimento senza vincita in denaro (ad es. giochi a premi o a ticket);
- Giochi di abilità a distanza, come backgammon, domino, battaglia navale, se organizzati in modalità telematica;
- Giochi di sorte a quota fissa, comprendenti i classici giochi da casinò (roulette, blackjack, baccarat, ecc.), solo se a distanza;
- Giochi di carte non in forma di torneo, come il poker cash, ammessi anch’essi esclusivamente online;
- Lotterie tradizionali e istantanee (es. Gratta e Vinci);
- Bingo, sia nella versione da sala che in quella online.[35][36]

Sono altresì legali le manifestazioni di sorte locale, come:
- Lotterie, pesche di beneficenza, tombole e banchi di beneficenza, purché organizzati da enti morali, ONLUS, associazioni senza fini di lucro o partiti politici per scopi di autofinanziamento, e realizzati nell’ambito di manifestazioni locali.[37]
- Le tombole familiari o private, se effettuate a scopo puramente ricreativo.[38][39]

Nonostante la somiglianza con il gioco d'azzardo, queste forme di gioco non rientrano legalmente nella definizione di gioco d’azzardo, in quanto non soddisfano contemporaneamente i tre criteri richiesti dalla normativa italiana: aleatorietà, posta in denaro e premio in denaro. Vengono quindi inquadrate come giochi con vincita in denaro, soggetti a regolamentazione separata.
Tutti i giochi non compresi in questo elenco non possono essere praticati legalmente, se non nelle case da gioco regolamentate da normativa autonoma e non sottoposta al controllo dell’ADM.
Ricerche economiche hanno evidenziato come il 55% dei giocatori, anche occasionali, sono di fatto nullatenenti.
In Italia il gioco con vincita in denaro rappresenta la terza impresa del paese contribuendo al 4% del PIL.
Uno studio condotto dall’Osservatorio sul Gioco d’Azzardo ha evidenziato che nel 2023 il 37% dei giovani tra i 14 e i 19 anni ha iniziato a giocare d’azzardo. Sebbene il fenomeno resti rilevante, i dati mostrano un miglioramento rispetto al 2014, quando la percentuale era del 56%.

### Diritto civile
Secondo l'ordinamento italiano non è possibile adire l'autorità giudiziaria per obbligare alcuno a saldare debiti di gioco. In particolare l'art. 1933 del C.C. qualifica il debito di gioco come obbligazione naturale: secondo tale disposizione, non compete azione per il pagamento di un debito di giuoco o di scommessa, anche se si tratta di un giuoco o di una scommessa non proibiti. Tuttavia, i recenti sviluppi tecnologici prevedono in genere il prepagamento della somma di gioco, risolvendo il problema della riscossione degli eventuali debiti su altri livelli di ordinamento. L'ordinamento italiano si limita ad assicurare al creditore di un debito di gioco la minima protezione accordata ai creditori di obbligazioni naturali: quindi, se il debitore decide di non pagare, non è possibile obbligarlo per mezzo della legge, ma a chi abbia pagato un debito di tale origine senza che il gioco fosse "truccato" la legge non riconosce il diritto di chiedere la restituzione della somma, a meno che il giocatore non sia incapace.

### Diritto penale
L'art. 718 del codice penale italiano punisce con l'arresto da tre mesi ad un anno e con l'ammenda non inferiore ad euro 206 chiunque tenga un gioco d'azzardo ovvero lo agevoli fuori dei casi di casinò autorizzati e delle navi da crociera naviganti fuori dalle acque territoriali.
Circostanze aggravanti sono l'aver istituito o tenuto una casa da gioco, l'essere stato posto in essere il fatto in un esercizio pubblico, l'essere state impegnate poste rilevanti nel gioco e l'aver partecipato al gioco persone di età inferiore ad anni diciotto.
L'art. 720 punisce chi, senza concorrere nel reato ex art. 718, è colto a partecipare ad un gioco d'azzardo.
La pena è l'arresto fino a sei mesi o, in alternativa, l'ammenda fino ad euro 516.
La pena è aumentata se il reo è sorpreso in una casa di gioco, ovvero in pubblico esercizio, ovvero sono state impegnate poste rilevanti.
La condanna non consegue dalla mera condotta: è necessaria la condizione di punibilità dell'essere sorpresi mentre si gioca.
La nozione di gioco d'azzardo si trae dal disposto dell'art. 721: sono giochi d'azzardo quelli in cui ricorre il fine di lucro e la vincita o la perdita sono interamente, o quasi, aleatorie.
È di pacifica evidenza che sono da riguardarsi quali giochi d'azzardo i dadi e la roulette e che non lo sono gli scacchi.
Incerta la natura del poker, perché in esso molto influisce l'astuzia del giocatore.
L'esercizio abusivo di scommesse sportive è disciplinato dalla legge n. 401 del 13 dicembre 1989.